# Elephant Island
Elephant Island (spansk: Isla Elefante) er en isdækket kuperet ø i øgruppen Sydshetlandsøerne ved Antarktis. Øen ligger 1290 km vest-sydvest for Sydgeorgien, 940 km syd for Falklandsøerne og 890 km sydøst for Kap Horn. Øen ligger indenfor kravområdet til Argentinsk Antarktis, Chilensk Antarktis og Britisk Antarktis. Øens højeste punkt er 852 m.o.h., der er beliggende i bjergkæden Pardo Ridge. 
Øen har ingen flora af betydning og er præget af tåge og sne. Vindene kan være kraftige, helt op til 160 km/t. Øen har æselpingviner og sæler langs kysten og rempingviner yngler på øen. Der er ikke permanent ophold af mennesker på øen.
Elephant Island har formentlig fået sit navn efter den den elefanthovedlignende form på øen, ligesom der blev observeret søelefanter på øen af kaptajn George Powell i 1821.

## Elephant Island som tilholdssted for Endurance-ekspeditionens deltagere
Elephant Island er primært kendt for at været tilflugtssted for Endurance-ekspeditionen under ledelse af Ernest Shackleton, da ekspeditionen i 1916 mistende skibet Endurance i ismasserne. Ekspeditionens deltagere sejlede fra en isflage til Elephant Island, hvor mandskabet fandt en strand, hvor de kunne anlægge en midlertidig lejr. Øen er ubeboet, og da der ikke kunne forventes at komme skibe forbi øen, besluttede Shackleton og enkelte andre at sejle de 1.290 km til Sydgeorgien i en redningsbåd for dér at hente hjælp til de nødstedte på øen. Shackleton og de øvrige rejste afsted den 24. april 1916 ved vinterens begyndelse og kom første tilbage med hjælp den 30. august 1916. Samtlige på øen havde overlevet. Mandskabet havde i fire måneder brugt to redningsbåde dækket med teltdug som ly for vinteren. 
Der er på øen rejst en buste af kaptajn Luis Alberto Pardo fra skibet Yelcho, der kom de nødstedte til undsætning, og der er opsat en række mindeplader m.v. på de historiske steder på øen.

## Eksterne links
- Wikimedia Commons har flere filer relateret til Elephant Island

61°08′S 55°07′V / 61.14°S 55.12°V